# Stadtbefestigung Ebenfurth

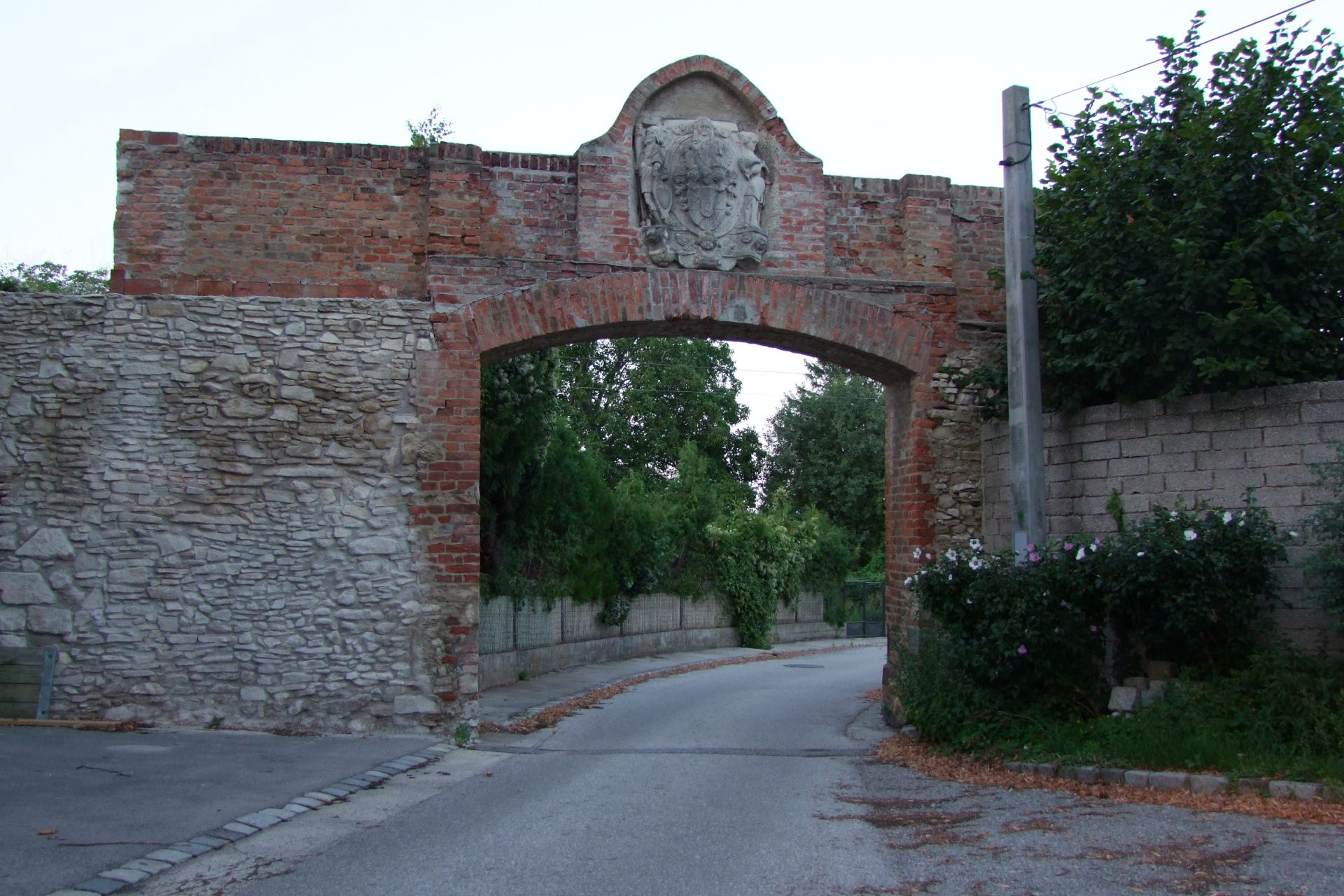
Stadtmauer und Annator

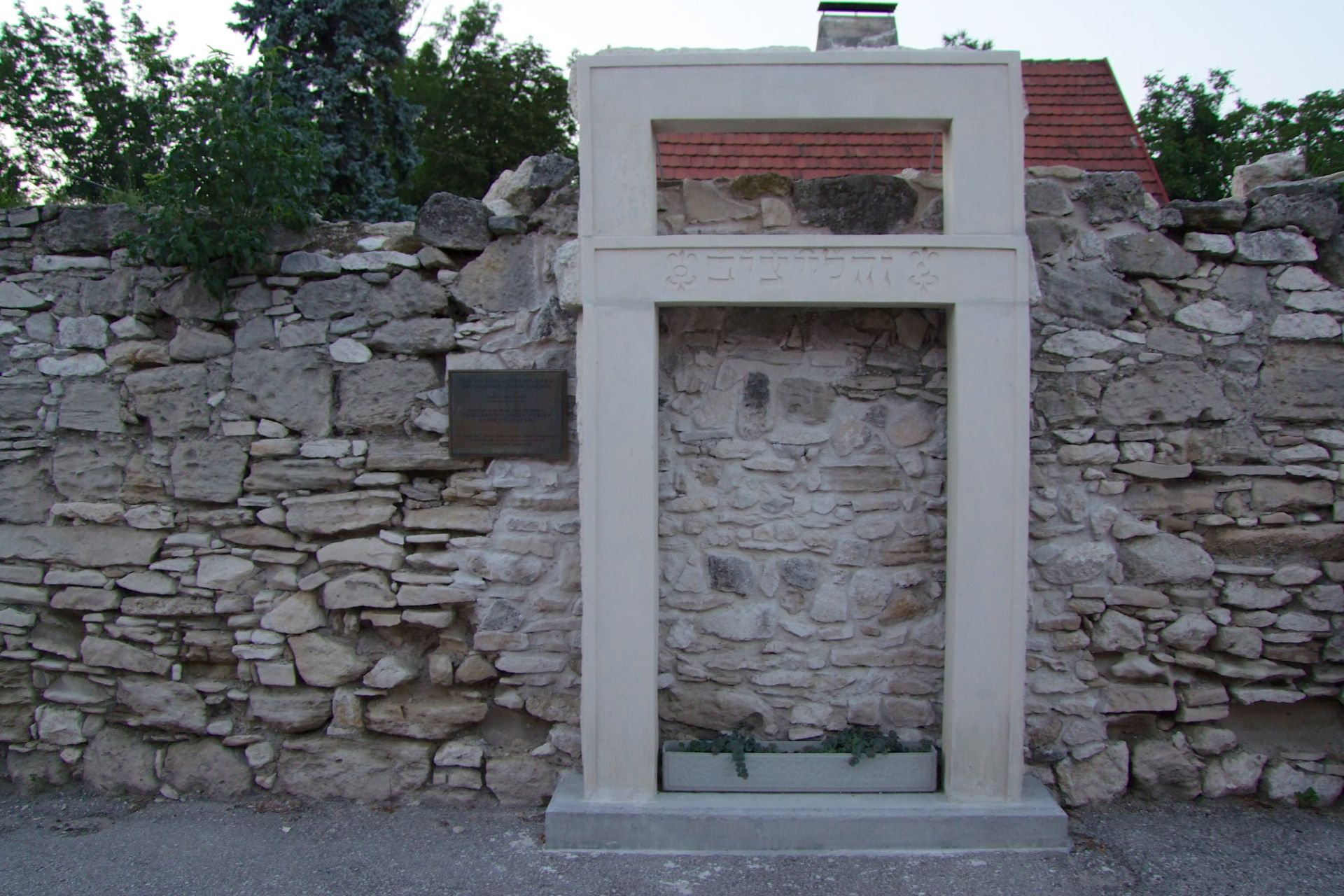
Stadtmauer und Portalgewände der ehemaligen Synagoge

Die Stadtbefestigung Ebenfurth befindet sich als Restbestand einer Stadtmauer in der Stadtgemeinde Ebenfurth im Bezirk Wiener Neustadt-Land in Niederösterreich. Die Reste stehen unter Denkmalschutz (Listeneintrag).

## Beschreibung
Reste der Stadtmauer aus dem 15. Jahrhundert sind im Nordwesten, Norden, Osten und Südosten und Reste des ehemaligen Wehrgrabens im Nordwesten und Nordosten erhalten. Das Ungartor wurde 1851 abgetragen, das Wiener Tor 1861 und das Bauerntor von 1558 wurde 1851 abgetragen. Im Norden beim Annaplatz im ehemaligen Judenviertel ist das Annator aus dem 17. Jahrhundert erhalten, es zeigt eine 6–7 m hohe Stadtmauer und das Tor in Sichtziegelbauweise mit einer Wappenkartusche der Adelsfamilie Unverzagt als Herrschaftsinhaber von 1582 bis 1774. An der Stadtmauer steht auch ein wiedergefundenes Gewände des Portales der ehemaligen Synagoge mit einer hebräischen Inschrift.